# Leucoloma allorgei
Leucoloma allorgei är en bladmossart som beskrevs av Thériot 1930. Leucoloma allorgei ingår i släktet Leucoloma och familjen Dicranaceae. Inga underarter finns listade i Catalogue of Life.